# Nijlen
Nijlen è un comune belga di 20 978 abitanti nelle Fiandre (Provincia di Anversa).

## Suddivisioni
Il comune è costituito dai seguenti distretti:
- Nijlen
- Bevel
- Kessel